# 大住駅
大住駅（おおすみえき）は京都府京田辺市大住丸山にある、西日本旅客鉄道（JR西日本）片町線（学研都市線）の駅である。駅番号はJR-H25。

## 歴史

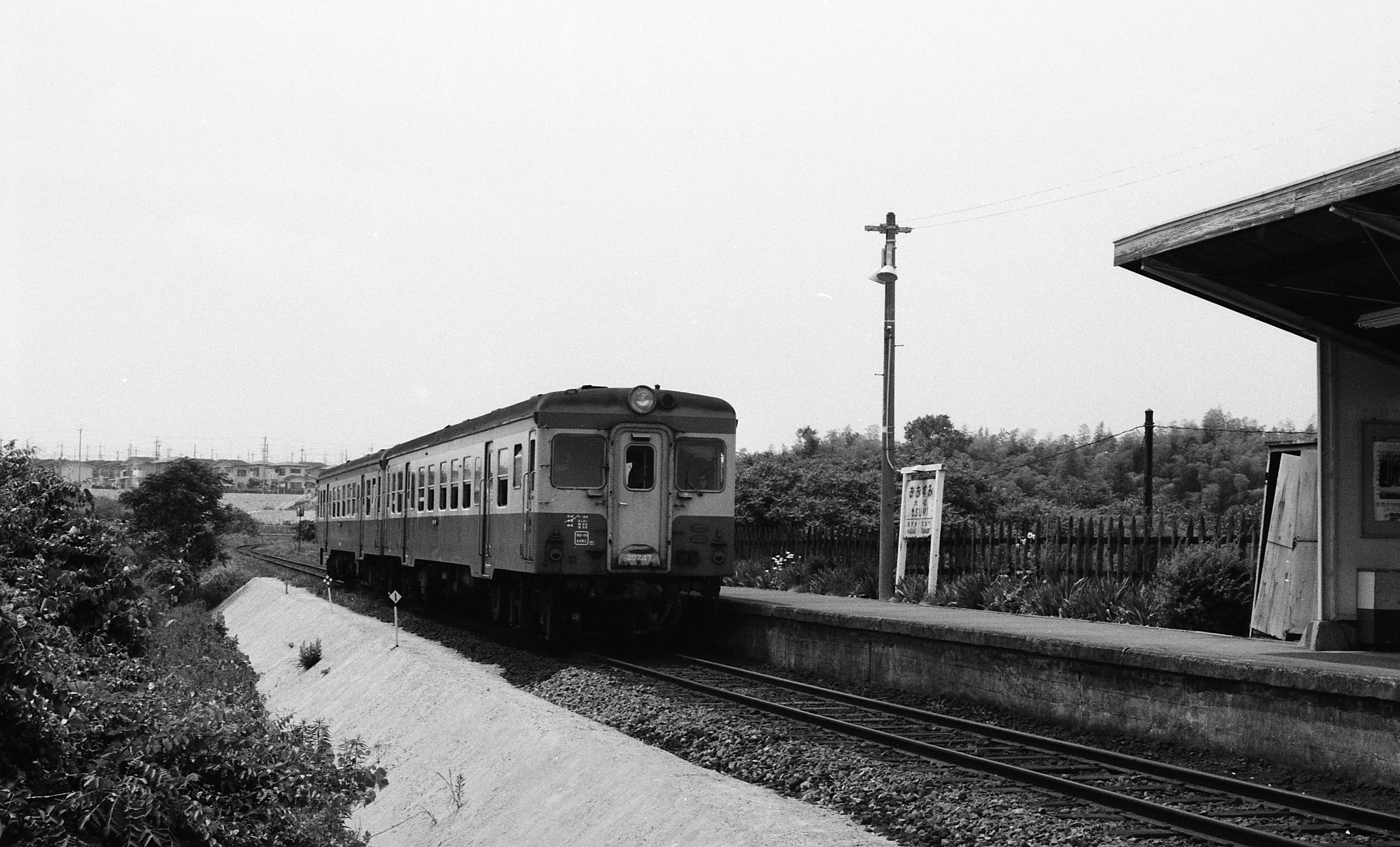
旧大住駅（1980年）

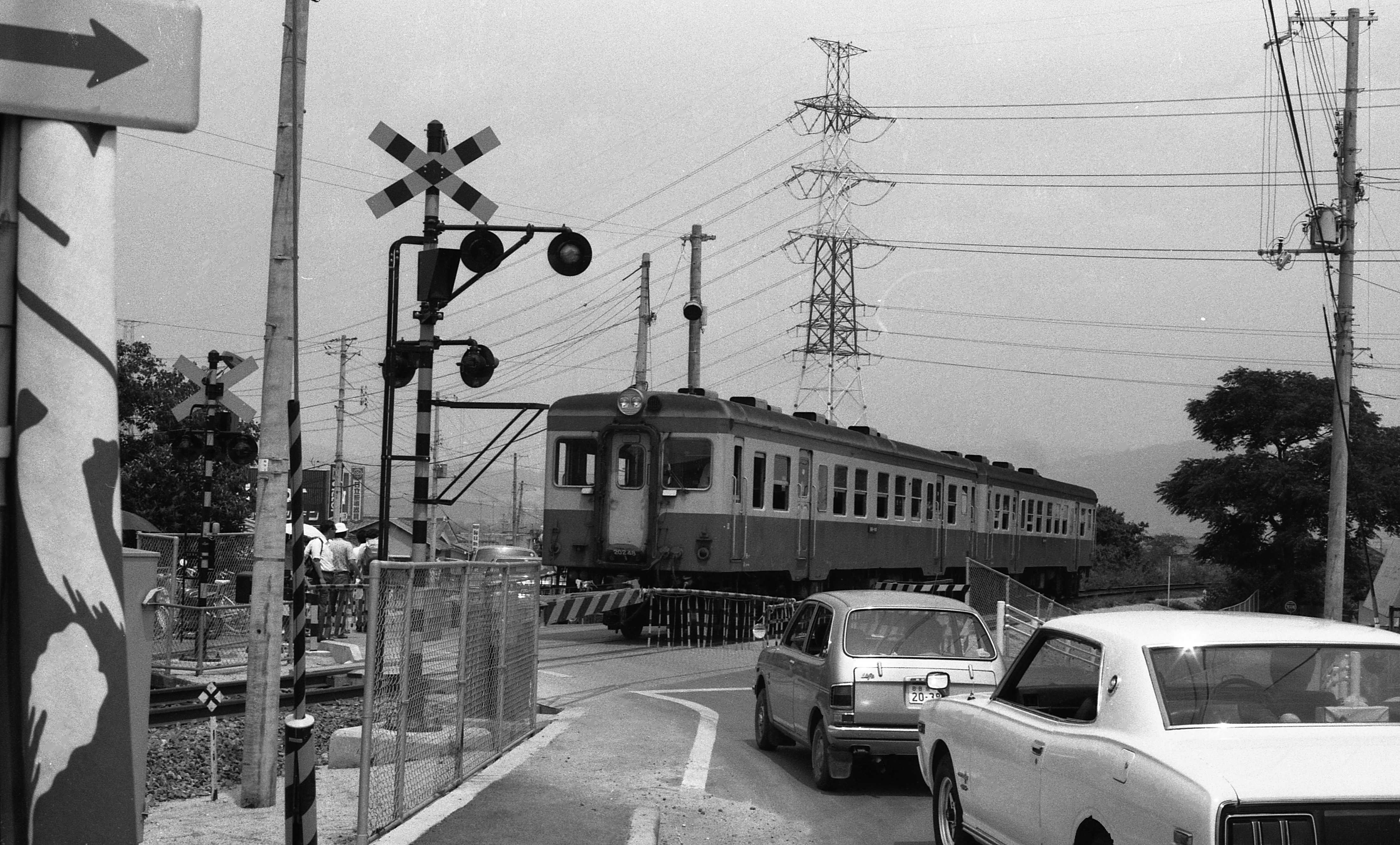
旧大住駅前 仙代踏切（1980年）

- 1952年（昭和27年）12月1日：日本国有鉄道片町線の田辺駅（現在の京田辺駅） - 長尾駅間に新設開業[2]。1面1線の無人駅。
- 1987年（昭和62年）4月1日：国鉄分割民営化により、西日本旅客鉄道（JR西日本）の駅となる[2]。
- 1988年（昭和63年）3月13日：路線愛称の制定により、「学研都市線」の愛称を使用開始。
- 1999年（平成10年）3月3日：自動改札機を設置し、供用開始[3]。
- 2002年（平成14年）3月23日：1面1線の棒線駅から2面2線の行き違い可能駅に拡張[4]。駅舎の使用を開始し、有人駅になる[4]。
- 2003年（平成15年）11月1日：ICカード「ICOCA」の利用が可能となる。
- 2018年（平成30年）3月17日：駅ナンバリングが導入され、使用を開始する。
- 2025年（令和7年）
  - 6月30日：出札窓口の営業を終了[5]。
  - 7月1日：終日無人化[5]。

## 駅構造
相対式ホーム2面2線を有する地上駅。2002年（平成14年）3月23日の改正で2面2線に拡張され、7両編成までが停車・行き違いの可能な有人駅となった。以前は、単式ホーム1面1線で4両分であった。
四条畷駅が管理する無人駅。インターホンでコールセンターでの対応となる。
駅舎は1番のりば側にあり、自動券売機（1台）・自動改札機（2台）・ICOCA入金機（1台）いずれも簡易タイプを設置。2番のりばとは跨線橋で結ばれている。
ICOCA利用可能駅（相互利用可能ICカードはICOCAの項を参照）。

### のりば
| のりば | 路線       | 方向 | 行先             | 備考                 |
| ------ | ---------- | ---- | ---------------- | -------------------- |
| 1      | 学研都市線 | 下り | 四条畷・京橋方面 |                      |
| 1      | 学研都市線 | 上り | 木津方面         | 原則としてこのホーム |
| 2      | 学研都市線 | 上り | 木津方面         | 行違い時のみ         |

※上表の路線名は旅客案内上の名称（愛称）で表記している。
付記事項
- 1番のりばは上下本線、2番のりばを上り副本線とした一線スルーで、列車交換がない場合は両方向とも1番のりばを使用する。2番のりばは下り列車の停車に対応していない。
- 日中の列車交換が隣の松井山手駅や京田辺駅で実施するため、2番のりばの使用は朝夕のみとなっている。そのため、2番のりばを使用しない時間帯は跨線橋に鎖を掛け閉鎖している。

## 利用状況
JR西日本の移動等円滑化取組報告書によれば、2023年度の1日当たりの利用者数は3,908人。「京都府統計書」によると、1日平均乗車人員は以下の通りである。
| 年度   | 一日平均 乗車人員 |
| ------ | ----------------- |
| 1999年 | 1,233             |
| 2000年 | 1,219             |
| 2001年 | 1,238             |
| 2002年 | 1,504             |
| 2003年 | 1,625             |
| 2004年 | 1,658             |
| 2005年 | 1,677             |
| 2006年 | 1,682             |
| 2007年 | 1,682             |
| 2008年 | 1,649             |
| 2009年 | 1,611             |
| 2010年 | 1,578             |
| 2011年 | 1,578             |
| 2012年 | 1,567             |
| 2013年 | 1,592             |
| 2014年 | 1,592             |
| 2015年 | 1,678             |
| 2016年 | 1,745             |
| 2017年 | 1,816             |
| 2018年 | 1,899             |
| 2019年 | 1,989             |
| 2020年 | 1,603             |
| 2021年 | 1,658             |
| 2022年 | 1,855             |

## 駅周辺
- 田辺北インターチェンジ - E24京奈和自動車道
- 京田辺市立大住中学校
- 京田辺市立大住小学校
- 京田辺市立桃園小学校
- 月讀神社
- 北部住民センター「とうちく」
  - 北部サービスコーナー
  - 中央図書館北部分室
- 田辺カントリー倶楽部
- 京都郵便局
- 木津川
- 京都府道22号
- 京都府道251号
- 京都府道801号

## バス路線
駅前に設置されている「JR大住駅」停留所にて、京阪バス（京田辺営業所）の路線が発着する。
- 東行
  - 67号経路・67B号経路・67D号経路：近鉄新田辺
- 西行
  - 67号経路：松井山手駅
  - 67B号経路・67D号経路：樟葉駅

## 隣の駅
西日本旅客鉄道（JR西日本）
 学研都市線（片町線）
■快速・■区間快速・■普通
京田辺駅 (JR-H24) - 大住駅 (JR-H25) - 松井山手駅 (JR-H26)